# Neckar (Schiff, 1963)
Der Tender Neckar (A 66) war ein Versorgungs- und Führungsschiff der Rhein-Klasse der deutschen Bundesmarine.

## Geschichte
Mit dem Bau der Neckar begann die Bremer Lürssen-Werft am 22. Dezember 1960. Ein halbes Jahr später, am 26. Juni 1961, stand das Schiff zum Stapellauf bereit. Die mit Verstellpropellern der Escher Wyss AG ausgerüstete Neckar wurde am 7. Dezember 1963 in Dienst gestellt und nach dem Abschluss der Erprobungen dem 7. Schnellbootgeschwader als Tender zugeteilt. 1971/72 wurde die Neckar zur Aufnahme der Materialerhaltungsgruppe (MEG, Vorläufer der späteren Systemunterstützungsgruppe SUG) für die modernisierten Schnellboote der Zobel-Klasse umgebaut. Die Außerdienststellung erfolgte am 30. November 1989. Anschließend wurde die Neckar über die  VEBEG in die Niederlande verkauft und 1993 in der Türkei abgewrackt.
Die Neckar nahm mit den Schnellbooten des 7. Schnellbootgeschwaders regelmäßig an Ausbildungsreisen und NATO-Manövern in Ost- und Nordsee teil. Im Wechsel mit anderen Schnellbootgeschwadern wurde regelmäßig am dänisch-norwegisch-deutschen NATO-Manöver Bold Game teilgenommen. Während der Einsätze wurden Häfen in Dänemark, Norwegen, Schweden, Großbritannien, den Niederlanden, Belgien, Frankreich und Spanien angelaufen.

### Zwischenfall auf der Ostsee

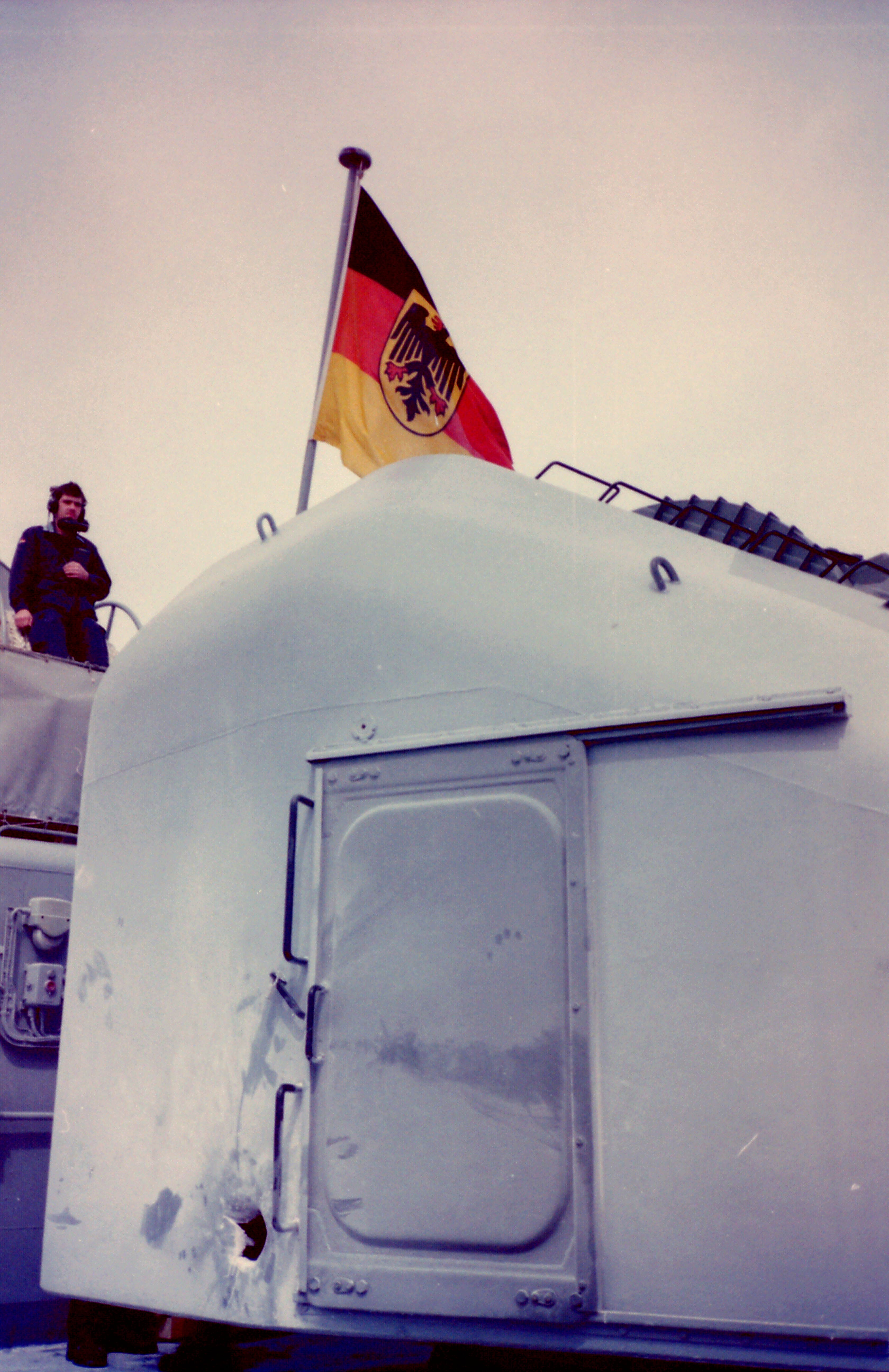
Geschützturm der Neckar nach dem Beschuss

Bekannt wurde das Kriegsschiff durch einen Vorfall am 15. Juni 1987, als es unter Führung des Korvettenkapitäns Diethart Gatz in internationalen Gewässern vor der Oblast Kaliningrad in der Ostsee von einer polnischen Korvette beschossen wurde. Die Neckar, die ein Übungsschießen von Marinen der Warschauer-Pakt-Staaten beobachtet hatte, wurde von acht Schiffsartilleriegeschossen getroffen, als ein polnisches Schiff auf eine aus Richtung der Neckar fliegende Zieldrohne das Feuer eröffnete. Die Neckar befand sich dabei in der Schusslinie der 1983 in Dienst gestellten polnischen Flugkörperkorvetten ORP Górnik (434) und ORP Hutnik (435) der Tarantul-Klasse. Drei Soldaten wurden verletzt; es entstand Sachschaden in Höhe von 560.000 DM. Die deutsche Bundesregierung protestierte am 16. Juni 1987 gegen dieses Verhalten.